# Голос за безгласных
Голос за безгласных (англ. Voice for the Voiceless) — документальный фильм режиссёра Анны Барсуковой. Фильм основан на записях из личного дневника Марины Дрягиной. Цель фильма — преодоление стигматизации и дискриминации по отношению к ВИЧ-инфицированным людям, разрушение стереотипов и заблуждений. Фильм получил широкое распространение в России и за рубежом, был показан во многих городах России в рамках просветительских и профилактических мероприятий, а также многократно демонстрировался на различных региональных телеканалах. Широко освещался в российских и зарубежных СМИ, получил множество наград на Международных фестивалях, в том числе Гран-при Открытого фестиваля дебютов «Магия кино», председателем которого является Егор Кончаловский.
Основные даты показов:
- 1 марта 2019 г. — предпремьерный закрытый показ[10], г. Ростов-на-Дону[11][12][13]
- 30 марта 2019 г. — открытая официальная премьера в России, г. Екатеринбург[14][15][16][17][18]
- 1 августа 2019 г. — премьера в США, г. Вашингтон[19][20]
- 26 марта 2020 г. — телевизионная премьера в Австралии, г. Сидней[21][22]

## Сюжет
Марина — героиня фильма — глубокая, умная личность, обладающая творческим мышлением и собственным мировоззрением . Узнав о своём «неприличном» диагнозе Марина начинает искать ответы на интересующие её вопросы. На протяжении всего фильма героиня испытывает противоречивые чувства. Страшась публичного раскрытия диагноза и осуждения окружающих, все свои мысли Марина записывает в дневнике. Но однажды тайное становится явным…

## Награды
* 2019 «Голос за безгласных»
(выборочно)
| Фестиваль                                                          | Награда                                                    |
| ------------------------------------------------------------------ | ---------------------------------------------------------- |
| Открытый фестиваль дебютов «Магия кино» (Одинцово, Россия)         | ГРАН-ПРИ (председатель Егор Кончаловский)                  |
| Международный фестиваль «ZILANT»(Казань, Россия)                   | Лучший социальный фильм                                    |
| Международный фестиваль «Отцы и дети»                              | Лауреат                                                    |
| Whistleblower Summit & Film Festival (Вашингтон, США)              | Финалист, премьера фильма в США 1 августа 2019             |
| Chhatrapati Shivaji International Film Festival 2019 (Пуна, Индия) | Победитель премии в категории «Лучшая концепция»           |
| KinoDUEL Международный кинофестиваль (Минск, Беларусь)             | Приз победителя за «Самый жизнеутверждающий фильм»         |
| Кинофестиваль «Святой Владимир» (Севастополь, Крым)                | Специальный приз фонда «Одиссей»                           |
| Changing Face International Film Festival (Сидней, Австралия)      | Финалист, телевизионная премьера в Австралии 26 марта 2020 |
| Премия «На благо мира» (Москва, Россия)                            | Финалист                                                   |
| JellyFEST (Лос-Анджелес, США)                                      | Полуфиналист                                               |
| Courage Film Festival (Берлин, Германия)                           | Полуфиналист                                               |

## Публикации в СМИ
(выборочно)
- Московский режиссёр Анна Барсукова представила в Ханты-Мансийске фильм о ВИЧ[51]
- Телеканал Югра о фильме «Голос за безгласных»[52]
- Показ фильма «Голос за безгласных» в рамках фестиваля «Дух огня» — репортаж ТВ Югра[53]
- В КИНОТЕАТРЕ «ЗНАМЯ» ПОКАЖУТ СОЦИАЛЬНО ЗНАЧИМЫЙ ФИЛЬМ «ГОЛОС ЗА БЕЗГЛАСНЫХ»
- Анна Барсукова: «Никто не хотел раскрывать свою тайну»[54]
- У меня ВИЧ: как история девушки со «стыдным» диагнозом стала сценарием документального фильма[55]
- Фонд «Одиссей» поддержал сербов и режиссёра «Голоса за безгласных»[56]
- Актриса Ольга Будина рассказала «Вокруг ТВ» о своём участии в фильме «Голос за безгласных» — реж. Анна Барсукова[57][58]
- Почему сделать фильм о ВИЧ в Екатеринбурге оказалось проблемой[59][60]
- Премьера на RUSTALK TV — Voice for the Voiceless (Голос за безгласных)
- Режиссёр Анна Барсукова приедет в Ханты-Мансийск со своим фильмом[61][62][63]
- Об ЛЖВ без ЛЖИ[64]
- Документальный фильм режиссёра из Азовского района получил гран-при